# Amycus rufifrons
Amycus rufifrons är en spindelart som beskrevs av Simon 1900. Amycus rufifrons ingår i släktet Amycus och familjen hoppspindlar. Inga underarter finns listade i Catalogue of Life.